# Крайнє (Хустський район)
Кра́йнє — село в Хустській міській громаді у Закарпатській області в Україні. Населення становить 279 осіб (станом на 2001 рік). Село розташоване за 13 кілометрів від Хусту.

## Назва
Перша згадка у 1898-році як Kálló . Зміна назв: 1907-, 1913-1918-Kálló, 1944-Kállovó, Каллово, 1967- Крайне, 1983-Крайне, Крайнее.
Перша Назва поселення Калло - від потоку Калло, Каллів потік).

## Географія
Село Крайнє лежить за 13 км на північний схід від районного центру, фізична відстань до Києва — 551 км.
| Клімат Крайнього        | Клімат Крайнього | Клімат Крайнього | Клімат Крайнього | Клімат Крайнього | Клімат Крайнього | Клімат Крайнього | Клімат Крайнього | Клімат Крайнього | Клімат Крайнього | Клімат Крайнього | Клімат Крайнього | Клімат Крайнього | Клімат Крайнього |
| Показник                | Січ.             | Лют.             | Бер.             | Квіт.            | Трав.            | Черв.            | Лип.             | Серп.            | Вер.             | Жовт.            | Лист.            | Груд.            | Рік              |
| Середній максимум, °C   | 0,0              | 2,0              | 7,8              | 14,5             | 19,7             | 22,5             | 24,3             | 23,8             | 19,9             | 14,3             | 7,0              | 1,9              | 13,1             |
| Середня температура, °C | −3,4             | −1,4             | 3,4              | 9,3              | 14,1             | 17,0             | 18,7             | 18,1             | 14,4             | 9,2              | 3,7              | −0,8             | 8,5              |
| Середній мінімум, °C    | −6,7             | −4,7             | −0,9             | 4,1              | 8,6              | 11,6             | 13,1             | 12,5             | 9,0              | 4,2              | 0,4              | −3,5             | 4,0              |
| Норма опадів, мм        | 48               | 42               | 43               | 54               | 79               | 99               | 87               | 77               | 51               | 46               | 53               | 63               | 742              |
| ----------------------- | ---------------- | ---------------- | ---------------- | ---------------- | ---------------- | ---------------- | ---------------- | ---------------- | ---------------- | ---------------- | ---------------- | ---------------- | ---------------- |
| Джерело:                |                  |                  |                  |                  |                  |                  |                  |                  |                  |                  |                  |                  |                  |

## Населення
Станом на 1989 рік у селі проживала 251 особа, серед них — 113 чоловіків і 138 жінок.
За даними перепису населення 2001 року у селі проживали 279 осіб. Рідною мовою назвали:
| Мова       | Кількість осіб | Відсоток |
| ---------- | -------------- | -------- |
| українська | 277            | 99,28%   |
| російська  | 2              | 0,72%    |

## Політика
Голова сільської ради — Малета Юрій Іванович, 1978 року народження, вперше обраний у 2015 році. Інтереси громади представляють 2 депутатів сільської ради:
| Партія                                 | Кількість депутатів | Відсоток |
| -------------------------------------- | ------------------- | -------- |
| самовисування                          | 16                  | 80,00%   |
| «Єдиний центр»                         | 2                   | 10,00%   |
| Всеукраїнське об'єднання «Батьківщина» | 1                   | 5,00%    |
| «Народна партія»                       | 1                   | 5,00%    |